# Lentinus courtetianus
Lentinus courtetianus är en svampart som beskrevs av Har. & Pat. 1909. Lentinus courtetianus ingår i släktet Lentinus och familjen Polyporaceae.   Inga underarter finns listade i Catalogue of Life.